# Włatko Sokołow
Vlatko Sokolov, mk. Влатко Соколов  (ur. 5 listopada 1973) – macedoński zapaśnik, olimpijczyk. Brał udział w igrzyskach w roku 1996 (Atlanta). Nie zdobył żadnych medali.

## Letnie Igrzyska Olimpijskie 1996 w Atlancie
| Konkurencja           | Runda I                 | Runda II   | II Runda Repasaży            | III Runda Repasaży          | IV Runda Repasaży              | Klas. końcowa |
| Konkurencja           | Przeciwnik              | Przeciwnik | Przeciwnik                   | Przeciwnik                  | Przeciwnik                     | Miejsce       |
| --------------------- | ----------------------- | ---------- | ---------------------------- | --------------------------- | ------------------------------ | ------------- |
| -48 kg w stylu wolnym | Vitalie Railean (MDA) L | → Repasaże | José Manuel Restrepo (COL) W | Gheorghe Corduneanu (ROU) L | → Odpadł z dalszej rywalizacji | 11.           |